# Puebla de la Sierra
Puebla de la Sierra er en by og kommune i det centrale Spanien i Madrid-regionen. Den har et indbyggertal på 93 (2024) indbyggere.